# Fathallah Oualalou
Fathallah Oualalou (Rabat, 26 marzo 1942) è un politico marocchino.
È stato Ministro dell'Economia e delle Finanze del Marocco tra marzo 1998 e ottobre 2007 e sindaco di Rabat dal 2009 al 2015. Oualalou è membro del partito Socialist Union of Popular Forces (USFP).
È laureato in economia presso l'Università Mohammed V di Rabat e ha ottenuto il Diplôme d'études supérieures in economia a Parigi nel 1966.